# Амвросий Александрийский (IV век)
Амвро́сий Александри́йский (др.-греч. Ἀμβρόσιος Ἀλεξανδρείας; лат. Ambrosius Alexandrinus; IV век) — христианский писатель. Амвросий Александрийский — ученик Дидима, написал большой труд «О доктринах» против Аполлинария и комментарии к Книге Иова. Сочинения не сохранились. Об Амвросии сообщает Иероним Стридонский в 126 главе своей книги «О знаменитых мужах», эта глава и посвящена Амвросию. Амвросий причислен в Католичестве к лику святых, его житие помещено в «Acta Sanctorum» 17 марта, где он назван дьяконом.